# Église Notre-Dame-du-Monde-Entier de la Duchère
Pour les articles homonymes, voir Église Notre-Dame.
L'église Notre-Dame-du-Monde-Entier ou église du Plateau est une église du quartier de La Duchère à Lyon conçue dans les années 1960 par l'architecte François-Régis Cottin.
Depuis 2004, l'église est labellisée « Patrimoine du XXe siècle » parmi un ensemble d'édifices de La Duchère, dont la toute proche Tour panoramique.

## Incendies de l'église
Si un incendie volontaire s'est effectivement produit en 2006, les rumeurs d'un vandalisme similaire en juin 2014, en marge d'un match Corée du Sud - Algérie de la coupe du monde de football de 2014, étaient totalement infondées.